# Blepharita islandiae
Blepharita islandiae là một loài bướm đêm trong họ Noctuidae.